# Котков Іван Іванович
Іван Іванович Котко́в (нар. 11 квітня 1904, Яготин — пом. 4 січня 1990, Київ) — український радянський архітектор; кандидат архітектури з 1958 року. Заслужений архітектор УРСР з 1974 року. Батько графіка Ернеста Коткова.

## Біографія
Народився 11 квітня 1904 року в містечку Яготині (нині місто Київської області, Україна). 1930 року закінчив Київський інженерно-будівельний інститут.
Після здобуття освіти працював у інституті «Діпромісто»; упродовж 1932–1937 років — у Московському навчальному комбінаті; у 1937–1941 роках — у Полтавському інституті сільськогосподарського будівництва. Член ВКП(б) з 1940 року.
Під час німецько-радянської війни у 1941–1945 роках командував саперним батальйоном, керував будівництвом командних і спостережних пунктів. Нагороджений двома орденами Вітчизняної війни II-го ступеня (30 червня 1945; 6 квітня 1985), орденом Червоної Зірки (12 серпня 1944), медалями «За оборону Кавказу» (1 травня 1944), «За бойові заслуги» (30 квітня 1945), «За перемогу над Німеччиною» (9 травня 1945).
У 1945–1953 роках працював у системі Управління сільськогосподарського і колгоспного будівництва при Раді Мінвстрів УРСР; у 1946—1947 — роках завідував кафедрою архітектури Одеського інституту інженерів сільськогосподарського будівництва, у 1953–1974 викладав у Одеському інженерно-будівельному інститі. Був головою Одеської обласної організації Спілки архітекторів УРСР. Помер у Києві 4 січня 1990 року.

## Роботи
Реалізовані проекти
- генеральний план Харківського тракторного заводу (1930);
- лікувальний корпус для Дніпробуду (1930—1931);
- житловий будинок у Сталінграді (1934—1936);
- низка типових сільських шкіл, клубів, житлових будинків, ферм з розведення сільськогосподарських тварин (2-а половина 1940-х);
- плани 37-ми населених пунктів, які переселяли із зони затоплення Каховським водосховищем (1952);
- Республіканська сільськогосподарська виставка в Києві (1953).

Автор наукових праць з питань будівництва та архітектури.